# Pojok (Pulokulon)
Pojok is een bestuurslaag in het regentschap Grobogan van de provincie Midden-Java, Indonesië. Pojok telt 6818 inwoners (volkstelling 2010).